# 대한민국의 지진해일

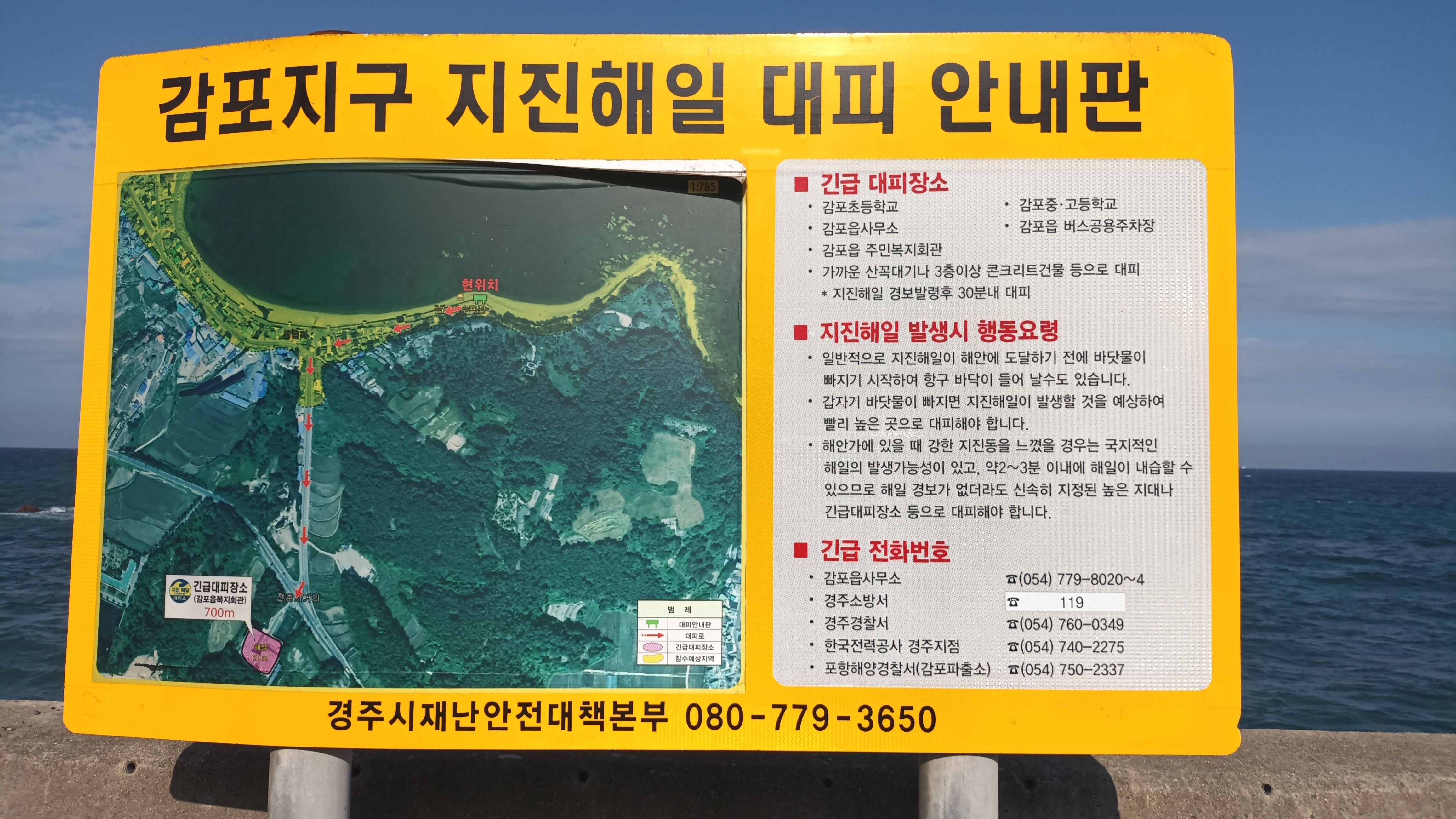
경주시 감포읍 감포항의 지진해일 대피 안내판

본 문서에서는 대한민국에서 발생한 지진해일에 대해 설명한다. 한반도는 삼면이 바다로 둘러싸여 있어, 먼 바다에서 지진이 발생할 경우 지진해일이 발생할 수 있다. 실제로 1983년과 1993년, 2024년 일본 서쪽에서 발생한 지진으로 인해 동해안에 지진 해일이 내습한 적이 있다.
지진해일은 단층의 변위 형태에 영향을 받는다. 역단층이나 정단층과 같이 수직 단층운동에 의한 지진일 경우 지진해일이 일어날 가능성이 크다. 주향 이동 단층으로 인해 발생한 지진은 일반적으로 지진해일을 유발하지 않으나 2018년 술라웨시 지진의 경우는 예외이다.

## 대한민국 수립 이전
대한민국 수립 이전 조선시기서부터 지진해일이 한반도 동해안에 닿았다는 사례가 크게 5차례 존재한다.
1643년 울산 지진 당시에는 경상도 곳곳에서 물이 끓어올라 닿았다는 기록이 남아 있다. 1668년 중국에서 발생한 탄청 지진에서 서해안에 여러 지진해일이 닥쳤다는 기록이 남아 있다. 또한 1681년 양양 지진 당시 강원도에서 여러 부의 해안가에 조수가 밀려왔다는 기록이 남아 있다.
1707년 일본에서 발생한 난카이 해곡 지진인 호에이 지진 당시 탐라(제주도)에서 탐라지에 "지진해일이 있었다"라는 기록이 남아 있다. 또한 2016년 컴퓨터 시뮬레이션 연구에서는 Mw8.4-8.6으로 가정할 경우 호에이 지진 발생 약 5시간 후 제주도 남단 서귀포 지역에 최대 약 0.5 m, 북단에는 약 0.15 m 이하의 쓰나미가 닥쳤을 것이며, 남해안에는 최대 약 0.47 m의 쓰나미가 온다고 보았다. Mw8.8-8.9라 가정할 경우 예측 높이가 이보다 약 0.2-0.4 m 높아지고, 한국 남해안 상에는 최대 0.9 m에 달하는 쓰나미가 왔을 것이라고 결론내렸다.
1741년 간포 쓰나미 당시에는 조선왕조실록에 강원도 평해(현 경상북도 울진군 평해읍) 등 9개 고을에서 물이 7-8차례나 들어오며 인가가 물에 수몰되고 선박들이 파손되었다는 기록이 남아 있다. 이는 조선 시기 기록된 총 5번의 쓰나미 기록 중 하나이다. 당시 조선에서 기록된 쓰나미는 대략 3-4 m 높이로, 울진, 삼척, 평해, 동해, 강릉, 속초 등지에서 3 m 이상의 쓰나미가 닥쳤을 것으로 추정된다.
1940년 8월 2일 일본 홋카이도 동부에서 발생한 샤코탄반도 해역 지진(규모 M7.5)로 대한민국에서 최대 3 m 높이의 지진해일을 관측했다.

## 동해안 방면

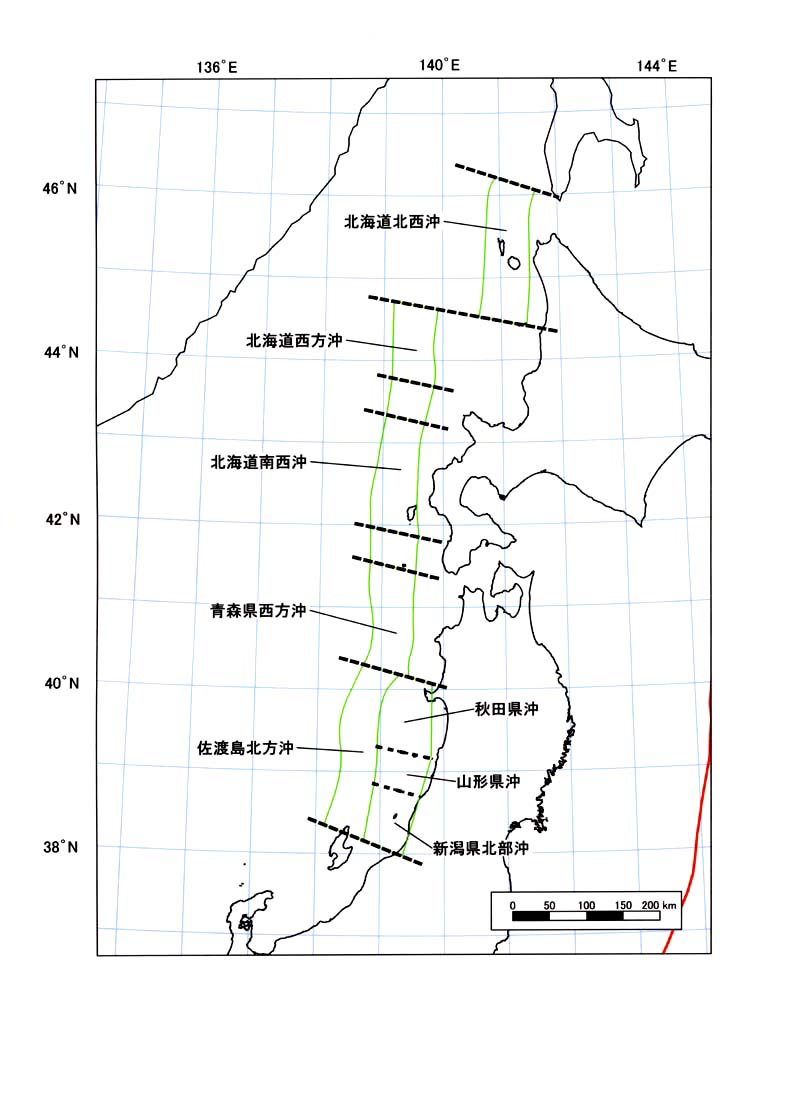
동해 동연 변동대의 주요 구조.

동해 동연 변동대는 동해의 동쪽 끝 일본 열도 부근 지역에서 남북으로 수 백 km 뻗어있는 지질학적 왜곡집중대이며 판 구조론에서 동해 동연 변동대는 대륙판인 유라시아판 하위의 아무르판과 같은 대륙판인 북아메리카판 하위의 오호츠크판이 서로 충돌하는 판의 경계이다. 이 해역에는 오쿠시리섬 부근에 위치한 오쿠시리 해령 등의 활성 단층대가 존재하며 일본 서해안(그리고 한반도 동해안)에 영향을 미친 대부분의 지진 해일은 이 단층대에서 발생한 규모 7급의 대규모 지진에 기인한다. 이곳에서 지진이 발생하여 쓰나미를 일으킨다면 약 90분 후 한반도 동해안에 도달하게 된다.

### 1983년 동해 중부 지진
1983년 5월 26일 정오 일본 혼슈 북서부 아키타현 서쪽 해역에서 규모 7.7의 동해 중부 지진이 발생하여 약 90분 후 한국 동해안에 지진 해일이 내습하였다. 이로 인해 울릉도에서 126 cm, 속초시 묵호항에 최대 200 cm가 넘는 쓰나미가 덮쳤으며 1명이 사망하고 2명이 부상, 2명이 실종되는 피해가 있었다.
| 지역                      | 제1파 도달시각            | 지진 발생 후 제1파 도달까지 걸린 시간 | 최대 파고 (cm)            |
| 지진 발생 시각 : 12시 0분 | 지진 발생 시각 : 12시 0분 | 지진 발생 시각 : 12시 0분             | 지진 발생 시각 : 12시 0분 |
| ------------------------- | ------------------------- | ------------------------------------- | ------------------------- |
| 울릉도                    | 13시 17분                 | 77분                                  | 126                       |
| 묵호항                    | 13시 35분                 | 95분                                  | 200 이상                  |
| 속초시                    | 13시 43분                 | 103분                                 | 156                       |
| 포항시                    | 13시 52분                 | 112분                                 | 62                        |

1983년 5월 26일 13시 43분 동해시 속초 앞바다. 갑자기 동해안 바다수면이 최고 3 m 폭으로 높아졌다 낮아지는 승강현상을 보인다. 밀물과 썰물의 차이도 최고 6 m에 이른다. 곧이어 이 근방 항구들에서‘쾅!’하는 폭음이 들려온다. 수심 5m 정도의 항구 바닥이 드러날 정도로 한꺼번에 바닷물이 빠져나가면서 들려온 굉음이다. 10분 뒤, 갑자기‘쏵’하는 소리와 함께 이번엔 바닷물이 밀려왔다. 이날 동해안 지역은 갑작스러운 해일의 습격을 받은 것이다. 피해도 심각했다. 인명피해는 사망1명, 실종 2명, 부상 2명에 이재민 405명이 발생했다. 항구주변 선박 81척이 부숴지거나 물에 잠겼고 건물과 시설물 100여 곳이 피해를 입으면서 3억 7000만원의 재산피해를 낳았다.— [지진해일_한국지질자원연구원 보고서 분석]"한반도 지진해일, 동해안 북부가 가장 위험"

### 1993년 홋카이도 남서쪽 해역 지진
1993년 7월 12일 오후 10시 17분 12초에 일본 홋카이도 오쿠시리군 북쪽 앞바다의 오쿠시리 해령에서 규모 7.8, 진원 깊이 35 km의 홋카이도 남서쪽 해역 지진이 발생하여, 약 100분 후 한국 동해안에 지진 해일이 내습하였다. 울릉도에 119 cm, 속초에 276 cm, 동해 묵호항에 203 cm, 포항에 92 cm의 쓰나미가 닥쳤으나 인명 피해는 없었다. 진앙지(북위 42.8° 동경 139.2°)에서 울릉도까지의 거리는 약 910 km 이고 지진 발생 후 90분 만에 울릉도에 첫번째 해일이 도달했으므로 해일의 평균 속도는 시속 약 600 km 임을 알 수 있다.
| 지역                       | 제1파 도달시각             | 지진 발생 후 제1파 도달까지 걸린 시간 | 최대 파고 (cm)             |
| 지진 발생 시각 : 22시 17분 | 지진 발생 시각 : 22시 17분 | 지진 발생 시각 : 22시 17분            | 지진 발생 시각 : 22시 17분 |
| -------------------------- | -------------------------- | ------------------------------------- | -------------------------- |
| 울릉도                     | 23시 47분                  | 90분                                  | 119                        |
| 속초시                     | 0시 0분                    | 103분                                 | 276                        |
| 동해시 (묵호항)            | 0시 9분                    | 112분                                 | 203                        |
| 포항시                     | 1시 18분                   | 191분                                 | 92                         |

### 2024년 노토반도 지진
예측
대한민국 기상청은 대한민국 동해안에 지진해일 도달 예상 시점을 강릉시 오후 6시 29분, 양양군 오후 6시 32분, 고성군 (강원특별자치도) 오후 6시 48분, 포항시 오후 7시 17분, 해일의 최대 높이는 0.5 m 미만일 것으로 예상하였다. 강원지방기상청은 지진해일에 풍랑이 더해져 최고 높이 3.5~4미터에 이르는 높은 파도가 해안가까지 몰아칠 수 있다고 경고했다. 지진을 일으킨 역단층이 북동-남서 방향으로 발달하고 주향에 직각이 되는 북서쪽 방향으로 해수가 솟아올라 대한민국보다는 더 북쪽인 조선민주주의인민공화국에 더 큰 지진해일이 도착했을 가능성이 있다.
조선민주주의인민공화국은 함경북도 해안에 지진해일 특급경보, 함경남도, 강원도, 나선시 해안에 지진해일 중급경보를 발령했다. 해일 높이는 청진시 2.08 m, 경성군 1.84 m, 나선시 1.76 m으로 예측되었다.
실제 관측
지진해일 도달 전 동해안 각 시군에는 지진 해일 재난 안전문자가 발송되었다. 지진해일은 강원특별자치도 강릉시 강릉항에 오후 6시 1분 최초로 도달하였으며 지진해일 파고는 대략 20 cm였다.  속초시 속초항에서 저녁 6시 10분에 첫 지진해일이 관측되었고, 오후 8시 38분 45cm의 최고 높이의 지진해일이 관측되었다. 동해시 묵호항에서는 6시 6분경 첫 지진해일이 관측된 후, 오후 8시 35분경 가장 높은 85 cm의 지진해일이 관측되었다. 후포에서 66 cm, 임원과 남항진에 30 cm 내외의 지진해일이 관측되었다. 파고는 점차 낮아져 1월 2일 아침에는 동해안에 10 cm 미만의 지진해일이 관측되었다. 지진해일 관련 피해 신고는 접수되지 않았다. 현재까지 동해안에 위치한 울진 원자력 발전소, 월성 원자력 발전소, 고리 원자력 발전소에는 이상이 없다. 이들 원전은 모두 10 m의 해일에 견딜 수 있도록 설계되어 있다.

## 남해안

### 류큐 해구 방면

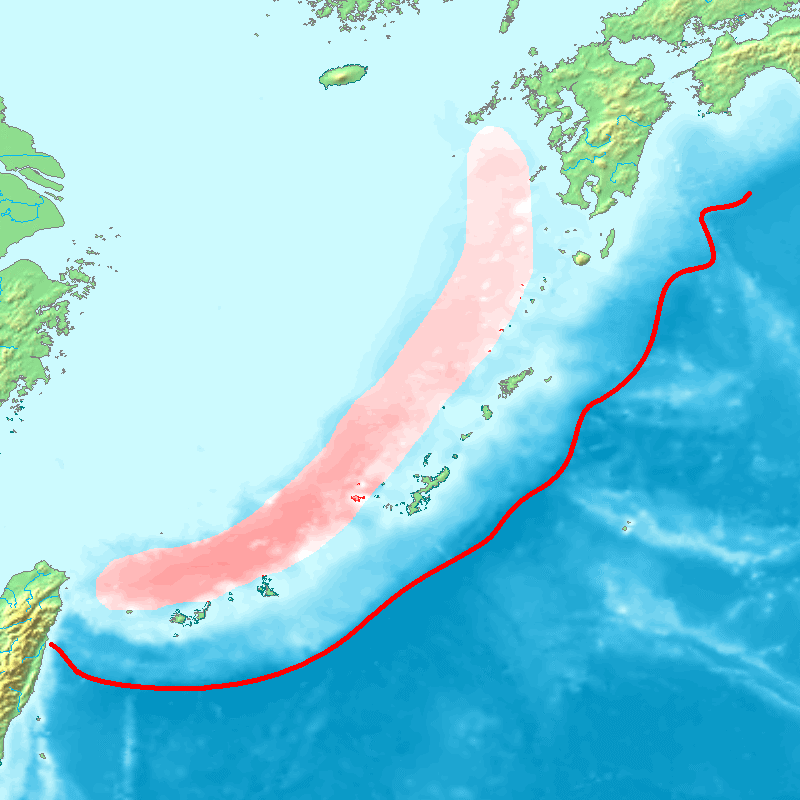
류큐 해구와 오키나와 해곡의 모습

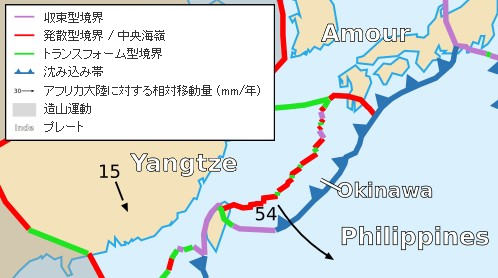
오키나와판 및 그 주변의 판으로 구성되어 있다.

류큐 해구는 일본 류큐 열도에 평행하게 달리는 길이 1,350 km, 최대 깊이 7,460 m의 해구로, 필리핀판이 유라시아판 아래로 섭입하는 수렴형 경계다. 그 북쪽에는 오키나와 해곡이 있으며 이 두 지역에서는 지진이 활발하게 일어나고 있다. 류큐 해구에서 발생하는 지진해일은 규모도 크고 상대적으로 자주 발생하나 이 해구와 평행하게 북쪽에 놓여 있는 류큐 열도에 가로막혀 한국의 남해, 황해로 진입하는 지진해일 에너지는 매우 미약하다. 반면 류큐 열도 북쪽의 오키나와 해곡에서 발생하는 지진해일은 규모도 작고 빈도도 낮은 편이나 장애물이 있어 이곳에서 지진이 발생하면 쓰나미가 남해를 건너 한반도 남쪽 제주도와 남해안 등에 도달할 수 있다. 이 해역에서는 현재까지도 규모 5 내외의 지진이 수시로 발생하고 있다.
김종학(2008) 등은 류큐 해구에서 지진 해일이 발생해도 한국 남해와 황해의 얕은 수심과 특수한 해저 지형의 영향으로 전파 도중 굴절과 회절이 생겨 파고가 낮아져 한국에 미치는 영향이 매우 작은 것으로 추정하였다. 류큐 열도에서 남해에 이르는 해역의 수심이 평균 200 m 정도로 동해에 비해 매우 얕고, 전파 속도가 느려 해안에 도달하기도 전에 많은 에너지가 감쇄되기 때문인 것으로 분석된다. 이현하(2016) 등은 발생 가능한 최대의 지진해일 산정을 위해 지진을 모멘트 규모 9.2로 설정하여 남해안 항구의 침수 가능성을 평가한 결과 삼천포항에서 평균해면상 3.91 m, 통영항에서 평균해면상 3.51 m의 해일이 도달하여 배후지가 범럼하는 것으로 분석하였다.
| 발생 일자       | 규모 | 지진의 해설 |
| --------------- | ---- | --- |
| 1771년 4월 24일 | M7.4 | → 야에야마 지진                                                                                                  |
| 1909년 8월 29일 | M6.2 | 오키나와섬 해역에서 지진이 있었다. 2명이 사망했다.                                                               |
| 1911년 6월 15일 | M8.0 | → 기카이섬 지진                                                                                                  |
| 1947년 9월 27일 | M7.4 | 요나구니섬 해역에서 지진이 있었다. 이시가키섬에서 1명이 사망하고, 이리오모테섬에서 4명이 사망했다.               |
| 1958년 3월 11일 | M7.2 | 이시가키섬 해역에서 지진이 있었다. 2명이 사망했다.                                                               |
| 1966년 3월 13일 | M7.8 | 대만 동방 해역에서 지진이 있었다. 2명이 사망했다.                                                                |
| 2010년 2월 27일 | M7.2 | 오키나와섬 해역에서 지진이 있었다. 이토만시에서 최대 진도5약 (일본 기상청 진도 계급)를 관측했다. 2명이 부상했다. |

### 기타 방면
1996년 비악섬 지진으로 2월 17일 오후 6시 30분에 제주도 연안 및 남해안에 지진해일주의보가 발령되었다가 오후 9시에 해제되었다. 최대 높이는 약 10-20 cm로 관측되었다.
2011년 발생한 도호쿠 지방 태평양 해역 지진 당시 지진 발생 후 수분 만에 울릉도와 동해안 일부 지역에서 약 0.1 m의 약한 쓰나미가 관측되었고, 일본 남쪽을 거쳐온 지진해일이 제주도와 남해안에 최대 0.2~0.3 m의 파고를 기록하였다. 대한민국에서 이 지진의 쓰나미로 발생한 피해는 없었다.

## 대한민국의 지진해일특보
대한민국에서 지진해일특보가 발령되었던 사례의 목록은 아래와 같다.
| 지진 발생 날짜   | 특보 발령 일시 (KST)                             | 지진                      | 모멘트 규모 (Mw) | 발령 종류      | 발령 지역                      | 실측 높이                           | 기타 |
| ---------------- | ------------------------------------------------ | ------------------------- | ---------------- | -------------- | ------------------------------ | ----------------------------------- | ---- |
| 1964년 6월 16일  | 1964년 6월 16일 오후 3시 - 17일 0시              | 니가타 지진               | 7.6              | 해일주의보     | 동해안 전역                    | 울산 최고 0.39 m                    |      |
| 1983년 5월 26일  | 1983년 5월 26일 오후 3시 30분 - ?                | 동해 중부 지진            | 7.8              | 해일주의보     | 동해안 전역                    | 임원항 최고 4 m, 묵호항 200 cm 이상 |      |
| 1983년 6월 21일  | 1983년 6월 21일 오후 4시 30분 - 8시              | 동해 중부 지진의 최대여진 | 6.7              | 해일주의보     | 동해안 연안, 울릉도, 독도 해안 | 없음                                |      |
| 1993년 7월 12일  | 1993년 7월 12일 오후 10시 50분 - 7월 13일 새벽경 | 홋카이도 남서쪽 해역 지진 | 7.7              | 해일경보       | 동해안 전역                    | 묵호항 최대 276 cm                  |      |
| 1995년 10월 19일 | 1995년 10월 19일 오후 12시 - 오후 2시 40분       | 1995년 기카이섬 지진      | 6.7              | 해일주의보     | 제주도, 남해안 전역            | 없음                                |      |
| 1996년 2월 17일  | 1996년 2월 17일 오후 6시 30분 - 오후 9시         | 1996년 비악섬 지진        | 8.1              | 지진해일주의보 | 제주도 연안 및 남해안          | 10-20 cm 높이 관측                  |      |
| 1998년 5월 4일   | 1998년 5월 4일 오전 8시 30분 - 오전 11시 40분    | 이시가키섬 남쪽 해역 지진 | 7.7              | 지진해일주의보 | 제주도, 남해안, 서해남부해안   | 10 cm 이하 높이 관측                |      |
| 2005년 3월 20일  | 2005년 3월 20일 오전 11시 20분 - 오후 12시 30분  | 후쿠오카현 서쪽 해역 지진 | 6.6              | 지진해일주의보 | 남해안, 동해안, 제주도 해안    | 없음                                |      |

## 지진해일 예방 및 대처

### 지진해일 대피 요령
대한민국 각 지역의 지진해일 대피 안내판
- 강릉시 옥계면 금진리 금진해수욕장
- 강릉시 강동면 심곡리
- 삼척시 근덕면 용화리
- 울진군 울진읍 읍남리
- 울진군 후포면 후포리
- 영덕군 축산면 경정리
- 포항시 흥해읍 칠포리
- 포항시 호미곶
- 부산광역시 다대포해수욕장
- 부산광역시 기장군 기장읍 죽성리

동해안 곳곳에는 위 사진과 같이 지진해일 대피 안내문이 나와 있어 이에 따라 높은 산이나 지정된 대피소, 콘크리트로 된 5층 이상의 건물로 이동하여야 한다. 지진해일은 먼바다에서 속도가 빠르지만 파고가 낮고 해안으로 올수록 파고가 높아지기 때문에 연안 선박들은 수심이 더 깊은 곳으로 대피하여야 한다. 바다로 향하는 하천은 지진해일이 하천을 역류하여 내륙 깊숙히 들어올 수 있으므로 주의한다.

### 삼척시 지진해일 방지 수문
강원도 삼척시 삼척항 입구에는 최고 3.7 m 높이의 지진해일이 밀려와도 침수 피해를 막을 수 있도록 설계된 지진해일 침수 방지 수문이 설치되어 있다. 지진해일 경보가 발령되면 아파트 15층 높이의 두 타워 사이에 있는 높이 7 m의 철제 수문이 내려와, 항구 입구를 차단하게 되어 있다.

## 같이 보기
- 한국의 지진
- 지진해일